# Mircea Oprea (delegat)
Mircea Oprea (n. 1891, Săcărâmb, județul Hunedoara – d. 1948) a fost un deputat în Marea Adunare Națională de la Alba Iulia , organismul legislativ reprezentativ al „tuturor românilor din Transilvania, Banat și Țara Ungurească”, cel care a adoptat hotărârea privind Unirea Transilvaniei cu România, la 1 decembrie 1918 :pp. 215-216.

## Biografie
A urmat cursurile Gimnaziului de la Blaj, liceul de la Blaj și Teologia la Sibiu :pp. 215-216.

## Activitatea politică
Ca deputat în Adunarea Națională din 1 decembrie 1918, Mircea Oprea a fost delegat al Cercului electoral Deva :pp. 215-216.